# Rally del Portogallo 2023
Il Rally del Portogallo 2023, ufficialmente denominato 56º Vodafone Rally de Portugal, è stata la quinta prova del campionato del mondo rally 2023 nonché la cinquantaseiesima edizione del Rally del Portogallo e la quarantaduesima con valenza mondiale. 

## Riepilogo
La manifestazione si è svolta dal 12 al 14 maggio sugli sterrati che attraversano territori situati sia nella Região Centro, dove si gareggiò nella prima giornata, e soprattutto nella Região Norte, in cui si svolse il resto della corsa; il parco assistenza per i concorrenti venne allestito come di consueto a Matosinhos, nel distretto di Porto, presso il centro di esposizione Exponor, il più grande del Portogallo.
L'evento è stato vinto dal finlandese Kalle Rovanperä, navigato dal connazionale Jonne Halttunen, al volante di una Toyota GR Yaris Rally1 della squadra Toyota Gazoo Racing WRT, seguiti dalla coppia spagnola formata da Daniel Sordo e Cándido Carrera e dall'altro binomio finlandese composto da Esapekka Lappi e Janne Ferm, giunti rispettivamente secondi e terzi ed entrambi su Hyundai i20 N Rally1 della scuderia Hyundai Shell Mobis WRT. Rovanperä e Halttunen conquistarono così il primo successo stagionale, il nono in carriera, tornando alla vittoria dopo il rally della Nuova Zelanda 2022, che regalò loro il titolo mondiale con due gare di anticipo, e attestandosi in vetta alla classifica generale; per Sordo e Carrera si trattò invece del primo podio nel 2023  mentre Lappi e Ferm ripeterono il terzo posto ottenuto nel precedente appuntamento in Croazia.
Il britannico Gus Greensmith e lo svedese Jonas Andersson, su Škoda Fabia RS Rally2 della scudera Toksport WRT 3, hanno invece conquistato il successo nel campionato WRC-2, il secondo stagionale dopo quello ottenuto a marzo in Messico. Nella serie WRC-3 si sono invece imposti i finlandesi Roope Korhonen e Anssi Viinikka su Ford Fiesta Rally3 del team Rautio Motorsport.

## Dati della prova
| Denominazione ufficiale             | Vodafone Rally de Portugal                                |
| Edizione N°                         | 56                                                        |
| Tappa N°                            | 5 di 13                                                   |
| Data manifestazione                 | da venerdì 12/05/2023 a domenica 14/05/2023               |
| Sede ospitante                      | Matosinhos (distretto di Porto, Região Norte, Portogallo) |
| Sede parco assistenza               | Exponor, Matosinhos                                       |
| Superficie                          | Asfalto                                                   |
| Direttore di gara                   | Horácio Rodrigues                                         |
| Iscritti                            | 83                                                        |
| Partiti                             | 82                                                        |
| Arrivati                            | 47 (57,3% dei partiti)                                    |
| Prove speciali                      | 19                                                        |
| Prova più breve                     | 2,94 km (PS8: SSS Figueira da Foz)                        |
| Prova più lunga                     | 37,24 km (PS10 e PS13: Amarante)                          |
| Prova più lenta                     | velocità media di 70,7 km/h (PS8: SSS Figueira da Foz)    |
| Prova più veloce                    | velocità media di 104,1 km/h (PS19: Fafe 2)               |
| Lunghezza prove speciali            | 325,35 km (19,78% della distanza totale)                  |
| Lunghezza complessiva trasferimenti | 1319,57 km                                                |
| Distanza totale                     | 1644,92 km                                                |
| Media oraria del vincitore          | velocità media di 90,7 km/h (325,35 km in 3h35'11"7)      |

## Itinerario
| Frazione            | Prova  | Ora    | Nome                                              | Lunghezza | Totale    |
| ------------------- | ------ | ------ | ------------------------------------------------- | --------- | --------- |
| Frazione 1 (12 mag) | PS1    | 09:03  | Lousã 1                                           | 12,03 km  | 121,25 km |
| Frazione 1 (12 mag) | PS2    | 10:05  | Góis 1                                            | 19,33 km  | 121,25 km |
| Frazione 1 (12 mag) | PS3    | 11:05  | Arganil 1                                         | 18,72 km  | 121,25 km |
| Frazione 1 (12 mag) |        | 12:10  | Cambio gomme – Arganil (15 min)                   | –         | 121,25 km |
| Frazione 1 (12 mag) | PS4    | 13:35  | Lousã 2                                           | 12,03 km  | 121,25 km |
| Frazione 1 (12 mag) | PS5    | 14:35  | Góis 2                                            | 19,33 km  | 121,25 km |
| Frazione 1 (12 mag) | PS6    | 15:35  | Arganil 2                                         | 18,72 km  | 121,25 km |
| Frazione 1 (12 mag) | PS7    | 17:05  | Mortágua                                          | 18,15 km  | 121,25 km |
| Frazione 1 (12 mag) |        | 18:47  | Riordino – Figueira da Foz (15 min)               | –         | 121,25 km |
| Frazione 1 (12 mag) | PS8    | 19:05  | SSS Figueira da Foz                               | 2,94 km   | 121,25 km |
| Frazione 1 (12 mag) |        | 21:45  | Assistenza (flexi) – Exponor, Matosinhos (49 min) | –         | 121,25 km |
|                     |        |        |                                                   |           |           |
| Frazione 2 (13 mag) | PS9    | 07:35  | Vieira do Minho 1                                 | 26,61 km  | 148,68 km |
| Frazione 2 (13 mag) | PS10   | 09:05  | Amarante 1                                        | 37,24 km  | 148,68 km |
| Frazione 2 (13 mag) | PS11   | 10:35  | Felgueiras 1                                      | 8,81 km   | 148,68 km |
| Frazione 2 (13 mag) |        | 12:46  | Assistenza – Exponor, Matosinhos (44 min)         | –         | 148,68 km |
| Frazione 2 (13 mag) | PS12   | 15:05  | Vieira do Minho 2                                 | 26,61 km  | 148,68 km |
| Frazione 2 (13 mag) | PS13   | 16:35  | Amarante 2                                        | 37,24 km  | 148,68 km |
| Frazione 2 (13 mag) | PS14   | 18:05  | Felgueiras 2                                      | 8,81 km   | 148,68 km |
| Frazione 2 (13 mag) | PS15   | 19:05  | SSS Lousada                                       | 3,36 km   | 148,68 km |
| Frazione 2 (13 mag) |        | 20:15  | Assistenza (flexi) – Exponor, Matosinhos (49 min) | –         | 148,68 km |
|                     |        |        |                                                   |           |           |
| Frazione 3 (14 mag) | PS16   | 07:05  | Paredes                                           | 11,05 km  | 55,42 km  |
| Frazione 3 (14 mag) | PS17   | 08:35  | Fafe 1                                            | 11,18 km  | 55,42 km  |
| Frazione 3 (14 mag) | PS18   | 09:35  | Cabeceiras de Basto                               | 22,01 km  | 55,42 km  |
| Frazione 3 (14 mag) |        | 10:50  | Riordino – Fafe (60 min)                          | –         | 55,42 km  |
| Frazione 3 (14 mag) | PS19   | 12:15  | Fafe 2 (power stage)                              | 11,18 km  | 55,42 km  |
| Frazione 3 (14 mag) |        | 13:53  | Assistenza (flexi) – Exponor, Matosinhos (14 min) | –         | 55,42 km  |
| Totale              | Totale | Totale | Totale                                            | 325,35 km | 325,35 km |

## Risultati

### Classifica
| Pos.      | Nº       | Pilota            | Co-pilota           | Auto                   | Squadra                          | Classe/Validità | Tempo     | Distacco   | Punti    |
| Generale  | Generale | Generale          | Generale            | Generale               | Generale                         | Generale        | Generale  | Generale   | Generale |
| --------- | -------- | ----------------- | ------------------- | ---------------------- | -------------------------------- | --------------- | --------- | ---------- | -------- |
| 1.        | 69       | Kalle Rovanperä   | Jonne Halttunen     | Toyota GR Yaris Rally1 | Toyota Gazoo Racing WRT          | WRC             | 3h35'11"7 | –          | 30       |
| 2.        | 6        | Daniel Sordo      | Cándido Carrera     | Hyundai i20 N Rally1   | Hyundai Shell Mobis WRT          | WRC             | 3h36'06"4 | +54"7      | 19       |
| 3.        | 4        | Esapekka Lappi    | Janne Ferm          | Hyundai i20 N Rally1   | Hyundai Shell Mobis WRT          | WRC             | 3h36'32"0 | +1'20"3    | 18       |
| 4.        | 8        | Ott Tänak         | Martin Järveoja     | Ford Puma Rally1       | M-Sport Ford WRT                 | WRC             | 3h37'15"8 | +2'04"1    | 16       |
| 5.        | 11       | Thierry Neuville  | Martijn Wydaeghe    | Hyundai i20 N Rally1   | Hyundai Shell Mobis WRT          | WRC             | 3h43'34"2 | +8'22"5    | 10       |
| 6.        | 20       | Gus Greensmith    | Jonas Andersson     | Škoda Fabia RS Rally2  | Toksport WRT 3                   | WRC-2           | 3h44'55"1 | +9'43"4    | 8        |
| 7.        | 21       | Oliver Solberg    | Elliott Edmondson   | Škoda Fabia RS Rally2  | -                                | WRC-2           | 3h44'56"3 | +9'44"6    | 6        |
| 8.        | 24       | Andreas Mikkelsen | Torstein Eriksen    | Škoda Fabia RS Rally2  | Toksport WRT 3                   | WRC-2           | 3h45'38"1 | +10'26"4   | 4        |
| 9.        | 26       | Yohan Rossel      | Arnaud Dunand       | Citroën C3 Rally2      | PH Sport                         | WRC-2           | 3h46'44"9 | +11'33"2   | 2        |
| 10.       | 23       | Teemu Suninen     | Mikko Markkula      | Hyundai i20 N Rally2   | Hyundai Motorsport N             | WRC-2           | 3h47'28"0 | +12'16"3   | 1        |
| ...       | ...      | ...               | ...                 | ...                    | ...                              | ...             | ...       | ...        | ...      |
| 33.       | 18       | Takamoto Katsuta  | Aaron Johnston      | Toyota GR Yaris Rally1 | Toyota Gazoo Racing WRT          | WRC             | 4h37'06"5 | +1h01'54"8 | 2        |
| WRC-2     |          |                   |                     |                        |                                  |                 |           |            |          |
| 1. (6.)   | 20       | Gus Greensmith    | Jonas Andersson     | Škoda Fabia RS Rally2  | Toksport WRT 3                   | WRC-2           | 3h44'55"1 | –          | 25       |
| 2. (7.)   | 21       | Oliver Solberg    | Elliott Edmondson   | Škoda Fabia RS Rally2  | -                                | WRC-2           | 3h44'56"3 | +1"2       | 21       |
| 3. (8.)   | 24       | Andreas Mikkelsen | Torstein Eriksen    | Škoda Fabia RS Rally2  | Toksport WRT 3                   | WRC-2           | 3h45'38"1 | +43"0      | 17       |
| 4. (9.)   | 26       | Yohan Rossel      | Arnaud Dunand       | Citroën C3 Rally2      | PH Sport                         | WRC-2           | 3h46'44"9 | +1'49"8    | 12       |
| 5. (10.)  | 23       | Teemu Suninen     | Mikko Markkula      | Hyundai i20 N Rally2   | Hyundai Motorsport N             | WRC-2           | 3h47'28"0 | +2'32"9    | 10       |
| 6. (11.)  | 35       | Marco Bulacia     | Diego Vallejo       | Škoda Fabia RS Rally2  | Toksport WRT 2                   | WRC-2           | 3h48'02"4 | +3'07"3    | 8        |
| 7. (12.)  | 37       | Josh McErlean     | John Rowan          | Hyundai i20 N Rally2   | Motorsport Ireland Rally Academy | WRC-2           | 3h50'03"4 | +5'08"3    | 6        |
| 8. (13.)  | 40       | Emilio Fernández  | Borja Rozada        | Škoda Fabia Rally2 Evo | -                                | WRC-2           | 3h50'12"9 | +5'17"8    | 6        |
| 9. (14.)  | 47       | Miko Marczyk      | Szymon Gospodarczyk | Škoda Fabia RS Rally2  | -                                | WRC-2           | 3h50'27"1 | +15'15"4   | 2        |
| 10. (15.) | 25       | Adrien Fourmaux   | Alexandre Coria     | Ford Fiesta Rally2     | M-Sport Ford WRT                 | WRC-2           | 3h51'38"2 | +6'43"1    | 2        |
| WRC-3     |          |                   |                     |                        |                                  |                 |           |            |          |
| 1. (21.)  | 70       | Roope Korhonen    | Anssi Viinikka      | Ford Fiesta Rally3     | Rautio Motorsport                | WRC-3           | 4h11'51"5 | –          | 25       |
| 2. (44.)  | 71       | Toni Herranen     | Mikko Lukka         | Ford Fiesta Rally3     | -                                | WRC-3           | 5h31'28"9 | +1h19'37"4 | 18       |

| Principali ritiri | Principali ritiri | Principali ritiri | Principali ritiri | Principali ritiri      | Principali ritiri       | Principali ritiri | Principali ritiri | Principali ritiri |
| PS                | Nº                | Pilota            | Copilota          | Auto                   | Squadra                 | Classe            | Causa             | Pos. rit.         |
| ----------------- | ----------------- | ----------------- | ----------------- | ---------------------- | ----------------------- | ----------------- | ----------------- | ----------------- |
| PS 4              | 68                | Kris Meeke        | James Fulton      | Hyundai i20 N Rally2   | Sports & You            | WRC-2             | Sospensione       | 16º               |
| PS 7              | 33                | Elfyn Evans       | Scott Martin      | Toyota GR Yaris Rally1 | Toyota Gazoo Racing WRT | WRC               | Incidente         | 6º                |
| PS 9              | 48                | Armin Kremer      | Timo Gottschalk   | Škoda Fabia Rally2 Evo | -                       | WRC-2             | Ruota danneggiata | 24º               |

Legenda

Pos. = posizione; Nº = numero di gara; PS = prova speciale; Pos. rit. = posizione detenuta prima del ritiro.
| Icona | Note                                                                                     |
| ----- | ---------------------------------------------------------------------------------------- |
| WRC   | Equipaggio di classe Rally1 che può conquistare punti per il campionato costruttori.     |
| WRC   | Equipaggio di classe Rally1 che non può conquistare punti per il campionato costruttori. |
| WRC-2 | Equipaggio di classe RC2 registrato al campionato WRC-2.                                 |
| WRC-3 | Equipaggio di classe RC3 registrato al campionato WRC-3.                                 |
| JWRC  | Equipaggio di classe RC3 registrato al campionato Junior WRC.                            |
|       | Ulteriori classificazioni                                                                |

### Prove speciali
| Frazione            | Prova | Ora   | Nome                 | Lunghezza | Vincitori                           | Tempo   | Velocità media | Leader del rally                    |  |
| ------------------- | ----- | ----- | -------------------- | --------- | ----------------------------------- | ------- | -------------- | ----------------------------------- |  |
| Frazione 1 (12 mag) | PS1   | 09:03 | Lousã 1              | 12,03 km  | Pierre-Louis Loubet Nicolas Gilsoul | 9'02"7  | 79,8 km/h      | Pierre-Louis Loubet Nicolas Gilsoul |  |
| Frazione 1 (12 mag) | PS2   | 10:05 | Góis 1               | 19,33 km  | Ott Tänak Martin Järveoja           | 12'59"3 | 89,3 km/h      | Ott Tänak Martin Järveoja           |  |
| Frazione 1 (12 mag) | PS3   | 11:05 | Arganil 1            | 18,72 km  | Kalle Rovanperä Jonne Halttunen     | 11'49"3 | 95,0 km/h      | Ott Tänak Martin Järveoja           |  |
| Frazione 1 (12 mag) | PS4   | 13:35 | Lousã 2              | 12,03 km  | Esapekka Lappi Janne Ferm           | 8'56"3  | 80,8 km/h      | Daniel Sordo Cándido Carrera        |  |
| Frazione 1 (12 mag) | PS5   | 14:35 | Góis 2               | 19,33 km  | Kalle Rovanperä Jonne Halttunen     | 13'03"9 | 88,8 km/h      | Kalle Rovanperä Jonne Halttunen     |  |
| Frazione 1 (12 mag) | PS6   | 15:35 | Arganil 2            | 18,72 km  | Kalle Rovanperä Jonne Halttunen     | 11'53"8 | 94,4 km/h      | Kalle Rovanperä Jonne Halttunen     |  |
| Frazione 1 (12 mag) | PS7   | 17:05 | Mortágua             | 18,15 km  | Esapekka Lappi Janne Ferm           | 11'56"7 | 91,2 km/h      | Kalle Rovanperä Jonne Halttunen     |  |
| Frazione 1 (12 mag) | PS8   | 19:05 | SSS Figueira da Foz  | 2,94 km   | Daniel Sordo Cándido Carrera        | 2'29"8  | 70,7 km/h      | Kalle Rovanperä Jonne Halttunen     |  |
|                     |       |       |                      |           |                                     |         |                |                                     |  |
| Frazione 2 (13 mag) | PS9   | 07:35 | Vieira do Minho 1    | 26,61 km  | Kalle Rovanperä Jonne Halttunen     | 16'50"6 | 94,8 km/h      | Kalle Rovanperä Jonne Halttunen     |  |
| Frazione 2 (13 mag) | PS10  | 09:05 | Amarante 1           | 37,24 km  | Kalle Rovanperä Jonne Halttunen     | 24'33"3 | 91,0 km/h      | Kalle Rovanperä Jonne Halttunen     |  |
| Frazione 2 (13 mag) | PS11  | 10:35 | Felgueiras 1         | 8,81 km   | Kalle Rovanperä Jonne Halttunen     | 5'57"3  | 88,8 km/h      | Kalle Rovanperä Jonne Halttunen     |  |
| Frazione 2 (13 mag) | PS12  | 15:05 | Vieira do Minho 2    | 26,61 km  | Kalle Rovanperä Jonne Halttunen     | 16'54"1 | 94,5 km/h      | Kalle Rovanperä Jonne Halttunen     |  |
| Frazione 2 (13 mag) | PS13  | 16:35 | Amarante 2           | 37,24 km  | Daniel Sordo Cándido Carrera        | 24'31"2 | 91,1 km/h      | Kalle Rovanperä Jonne Halttunen     |  |
| Frazione 2 (13 mag) | PS14  | 18:05 | Felgueiras 2         | 8,81 km   | Kalle Rovanperä Jonne Halttunen     | 5'57"3  | 88,8 km/h      | Kalle Rovanperä Jonne Halttunen     |  |
| Frazione 2 (13 mag) | PS15  | 19:05 | SSS Lousada          | 3,36 km   | Daniel Sordo Cándido Carrera        | 2'34"5  | 78,3 km/h      | Kalle Rovanperä Jonne Halttunen     |  |
|                     |       |       |                      |           |                                     |         |                |                                     |  |
| Frazione 3 (14 mag) | PS16  | 07:05 | Paredes              | 11,05 km  | Takamoto Katsuta Aaron Johnston     | 8'02"9  | 82,4 km/h      | Kalle Rovanperä Jonne Halttunen     |  |
| Frazione 3 (14 mag) | PS17  | 08:35 | Fafe 1               | 11,18 km  | Kalle Rovanperä Jonne Halttunen     | 6'42"1  | 100,1 km/h     | Kalle Rovanperä Jonne Halttunen     |  |
| Frazione 3 (14 mag) | PS18  | 09:35 | Cabeceiras de Basto  | 22,01 km  | Ott Tänak Martin Järveoja           | 13'48"5 | 95,6 km/h      | Kalle Rovanperä Jonne Halttunen     |  |
| Frazione 3 (14 mag) | PS19  | 12:15 | Fafe 2 (power stage) | 11,18 km  | Kalle Rovanperä Jonne Halttunen     | 6'26"5  | 104,1 km/h     | Kalle Rovanperä Jonne Halttunen     |  |

### Power stage
PS19: Fafe 2 di 11,18 km, disputatasi domenica 14 maggio 2023 alle ore 12:15 (UTC+1).
| Pos. | Nº | Pilota           | Copilota        | Auto                   | Squadra                 | Classe | Tempo    | Distacco | PP | PC |
| ---- | -- | ---------------- | --------------- | ---------------------- | ----------------------- | ------ | -------- | -------- | -- | -- |
| 1    | 69 | Kalle Rovanperä  | Jonne Halttunen | Toyota GR Yaris Rally1 | Toyota Gazoo Racing WRT | Rally1 | 6'26"536 | –        | 5  | 5  |
| 2    | 8  | Ott Tänak        | Martin Järveoja | Ford Puma Rally1       | M-Sport Ford WRT        | Rally1 | 6'27"253 | +0"717   | 4  | 4  |
| 3    | 4  | Esapekka Lappi   | Janne Ferm      | Hyundai i20 N Rally1   | Hyundai Shell Mobis WRT | Rally1 | 6'29"071 | +2"535   | 3  | 3  |
| 4    | 18 | Takamoto Katsuta | Aaron Johnston  | Toyota GR Yaris Rally1 | Toyota Gazoo Racing WRT | Rally1 | 6'29"538 | +3"002   | 2  | 2  |
| 5    | 6  | Daniel Sordo     | Cándido Carrera | Hyundai i20 N Rally1   | Hyundai Shell Mobis WRT | Rally1 | 6'33"419 | +6"883   | 1  | 1  |

Legenda: Pos.= Posizione; Nº = Numero di gara; PP = Punti campionato piloti/copiloti; PC = Punti campionato costruttori.

## Classifiche mondiali
Classifica piloti
| Pos. | Pos. | Pilota               | Punti |
| ---- | ---- | -------------------- | ----- |
| 1    | 2    | Kalle Rovanperä      | 98    |
| 2    | 2    | Ott Tänak            | 81    |
| 3    | 2    | Sébastien Ogier      | 69    |
| 4    | 2    | Elfyn Evans          | 69    |
| 5    |      | Thierry Neuville     | 68    |
| 6    |      | Esapekka Lappi       | 49    |
| 7    | 2    | Daniel Sordo         | 36    |
| 8    |      | Takamoto Katsuta     | 20    |
| 9    | 2    | Craig Breen          | 19    |
| 10   | 2    | Gus Greensmith       | 16    |
| 11   |      | Oliver Solberg       | 15    |
| 12   | 2    | Pierre-Louis Loubet  | 14    |
| 13   | 1    | Yohan Rossel         | 8     |
| 14   | 1    | Emil Lindholm        | 6     |
| 15   | N    | Andreas Mikkelsen    | 4     |
| 16   | 1    | Nikolaj Grjazin      | 3     |
| 17   | 1    | Ole Christian Veiby  | 2     |
| 18   | 1    | Sami Pajari          | 1     |
| 19   | N    | Teemu Suninen        | 1     |
| 20   | 2    | Kajetan Kajetanowicz | 1     |

Classifica copiloti
| Pos. | Pos. | Pilota                 | Punti |
| ---- | ---- | ---------------------- | ----- |
| 1    | 2    | Jonne Halttunen        | 98    |
| 2    | 2    | Martin Järveoja        | 81    |
| 3    | 2    | Vincent Landais        | 69    |
| 4    | 2    | Scott Martin           | 69    |
| 5    |      | Martijn Wydaeghe       | 68    |
| 6    |      | Janne Ferm             | 49    |
| 7    | 2    | Cándido Carrera        | 36    |
| 8    |      | Aaron Johnston         | 20    |
| 9    | 2    | James Fulton           | 19    |
| 10   | 2    | Jonas Andersson        | 16    |
| 11   |      | Elliot Edmondson       | 15    |
| 12   | 2    | Nicolas Gilsoul        | 14    |
| 13   | 1    | Arnaud Dunand          | 8     |
| 14   | 1    | Reeta Hämäläinen       | 6     |
| 15   | 1    | Torstein Eriksen       | 6     |
| 16   | 1    | Konstantin Aleksandrov | 3     |
| 17   |      | Enni Mälkönen          | 1     |
| 18   | N    | Mikko Markkula         | 1     |
| 19   | 1    | Maciej Szczepaniak     | 1     |

Classifica costruttori WRC
| Pos. | Pos. | Squadra                 | Punti |
| ---- | ---- | ----------------------- | ----- |
| 1    |      | Toyota Gazoo Racing WRT | 201   |
| 2    |      | Hyundai Shell Mobis WRT | 169   |
| 3    |      | M-Sport Ford WRT        | 134   |

Legenda: Pos.= Posizione;  N = In classifica per la prima volta.